# الرباط الزمني (القدس)
الرباط الزمني ( القدس) أو المدرسة الزمنية هو مبنى أثري إسلامي قديم يقع في البلدة القديمة بمدينة القدس بين باب القطانين وباب المطهرة قرب المسجد الأقصى، تأسس في القرن التاسع الهجري، سميت على مؤسسها شمس الدين محمد بن عمر بن محمد بن الزمن الدمشقي، وعُرف بإسم المدرسة الزمنية لأنه تم تدريس فقه المذهب الشافعي فيه

## العمارة
يتسم المبنى بالطراز المعماري المملوكي ويضم واجهة حجرية مزخرفة ومدخلاً مقنطرًا، حيث يتكون من طابقين ويضم نحو ثلاث عشر غرفة ، إضافة إلى المنافع والمرافق. تعرض الرباط للترميم والإعمار عدة مرات خلال التاريخ.

## الوظيفة
أنشئ الرباط لإيواء الغرباء والفقراء الوافدين للمسجد الأقصى، وتحول إلى مدرسة لتدريس فقه المذهب الشافعي، واستخدم كمركز للأنشطة الثقافية ومقرًا لجمعيات إسلامية محلية.